# روبن سكوت (سياسي)
روبن سكوت (بالإنجليزية: Robin Scott)‏ هو سياسي بريطاني وأسترالي، ولد في 21 مارس 1953 في المملكة المتحدة. حزبياً، نشط في أمة واحدة بقيادة بولين هانسون. وقد انتخب Member of the Western Australian Legislative Council ‏ عن دائرة Mining and Pastoral Region ‏ (22 مايو 2017 – ).